# Municipio de Ash Creek
El municipio de Ash Creek (en inglés: Ash Creek Township) es un municipio ubicado en el condado de Ellsworth en el estado estadounidense de Kansas. En el año 2010 tenía una población de 55 habitantes y una densidad poblacional de 0,59 personas por km².

## Geografía
El municipio de Ash Creek se encuentra ubicado en las coordenadas 38°39′33″N 98°11′28″O / 38.65917, -98.19111. Según la Oficina del Censo de los Estados Unidos, el municipio tiene una superficie total de 93.31 km², de la cual 92,84 km² corresponden a tierra firme y (0,51 %) 0,47 km² es agua.

## Demografía
Según el censo de 2010, había 55 personas residiendo en el municipio de Ash Creek. La densidad de población era de 0,59 hab./km². De los 55 habitantes, el municipio de Ash Creek estaba compuesto por el 100 % blancos. Del total de la población el 0 % eran hispanos o latinos de cualquier raza.